# Avery Skinner
Avery A. Skinner (Katy, 25 de abril de 1999) é uma jogadora de voleibol norte-americana, que atua como ponteira na Seleção dos Estados Unidos de Voleibol Feminino e no clube italiano Chieri.

## Vida pessoal
Skinner é de Katy, no Texas. Além de jogar vôlei, ela foi dançarina de sapateado, balé e teatro musical antes de decidir, aos 13 anos, focar exclusivamente no vôlei. Skinner jogou vôlei escolar pelo HCYA e ajudou o time a vencer campeonatos estaduais em 2015 e 2016. Ela também jogou vôlei de clube pelo Skyline, de Houston. Ela considerou jogar vôlei pela Universidade de Baylor, pela Universidade Estadual de Iowa e pela Universidade A&M do Texas, mas acabou optando pela Universidade de Kentucky, pois tinha interesse de viver fora do Texas.
Skinner é filha de Brian Skinner, que jogou pela National Basketball Association (NBA) por 14 anos.  Sua irmã, Madisen, jogou com ela pela Universidade de Kentucky.

## Carreira
Skinner jogou vôlei universitário por um total de cinco anos, pois optou por usar o ano extra de elegibilidade concedido pela National Collegiate Athletic Association (NCAA) devido à pandemia de COVID-19.
De 2017 a 2020, ela jogou pelo Kentucky Wildcats. Como caloura em 2017, ela terminou em segundo lugar na equipe e foi indicada ao time All-Freshman, da Southeastern Conference. Em 2019, devido a uma lesão no joelho, ela disputou apenas nove partidas. No entanto, ela conseguiu retornar com força total em 2020. Em 2022, ela foi nomeada finalista do prêmio Mulheres do Ano da NCAA.